# Ranebo lund
Ranebo lund är ett naturreservat i Jörlanda socken i Stenungsunds kommun i Bohuslän.
Området är skyddat sedan 1996 och omfattar 26 hektar. Det är beläget öster om Jörlanda, strax söder om Ranebo naturskog och består av ett lövskogsområde. Området avsattes som Domänreservat redan 1945 och är beläget inom Svartedalen. 
En relativt rik förekomst av kalkspat i gnejsgrunden möjliggör den rika lundvegetationen och lövskogsområdet. Vegetationen har även gynnats av ett skyddat läge och riklig bevattning från källor och bäckar. Den mullrika och bördiga jordmånen tillsammans med ett gynnsamt läge har skapat en av länets rikaste botaniska lokaler. Inom området har man noterat ett par hundra kärlväxter t.ex. häxört, ramslök, sårläka, myskmadra, underviol, lundviol, nästrot, skogssvingel och storgröe. En hög luftfuktighet bidrar till att området är rikt på lavar t.ex. örtlav, lunglav och mussellav.
Området ingår i EU:s ekologiska nätverk av skyddade områden, Natura 2000 och förvaltas av Västkuststiftelsen. 

## Bilder

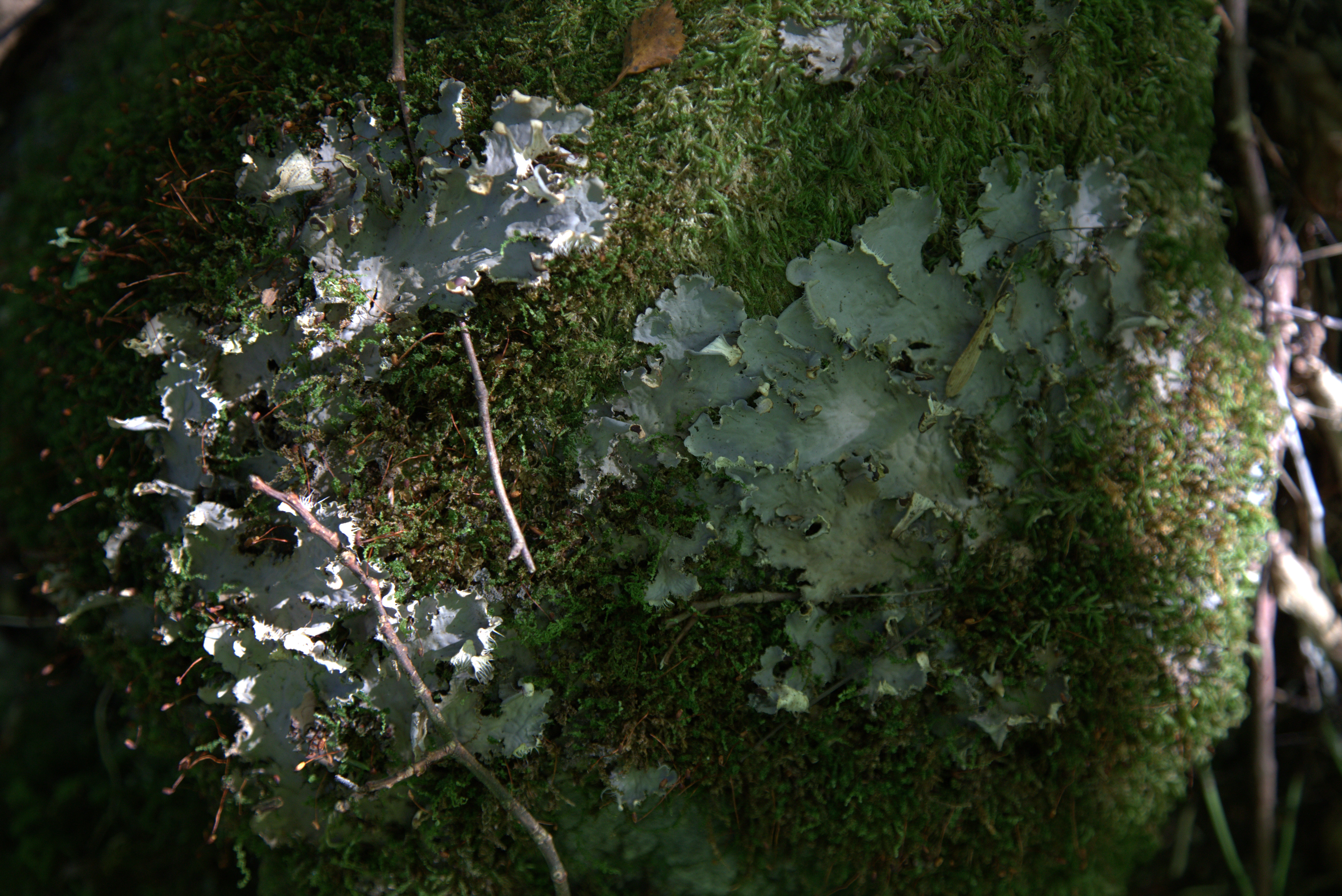
Örtlav i Ranebo lund.
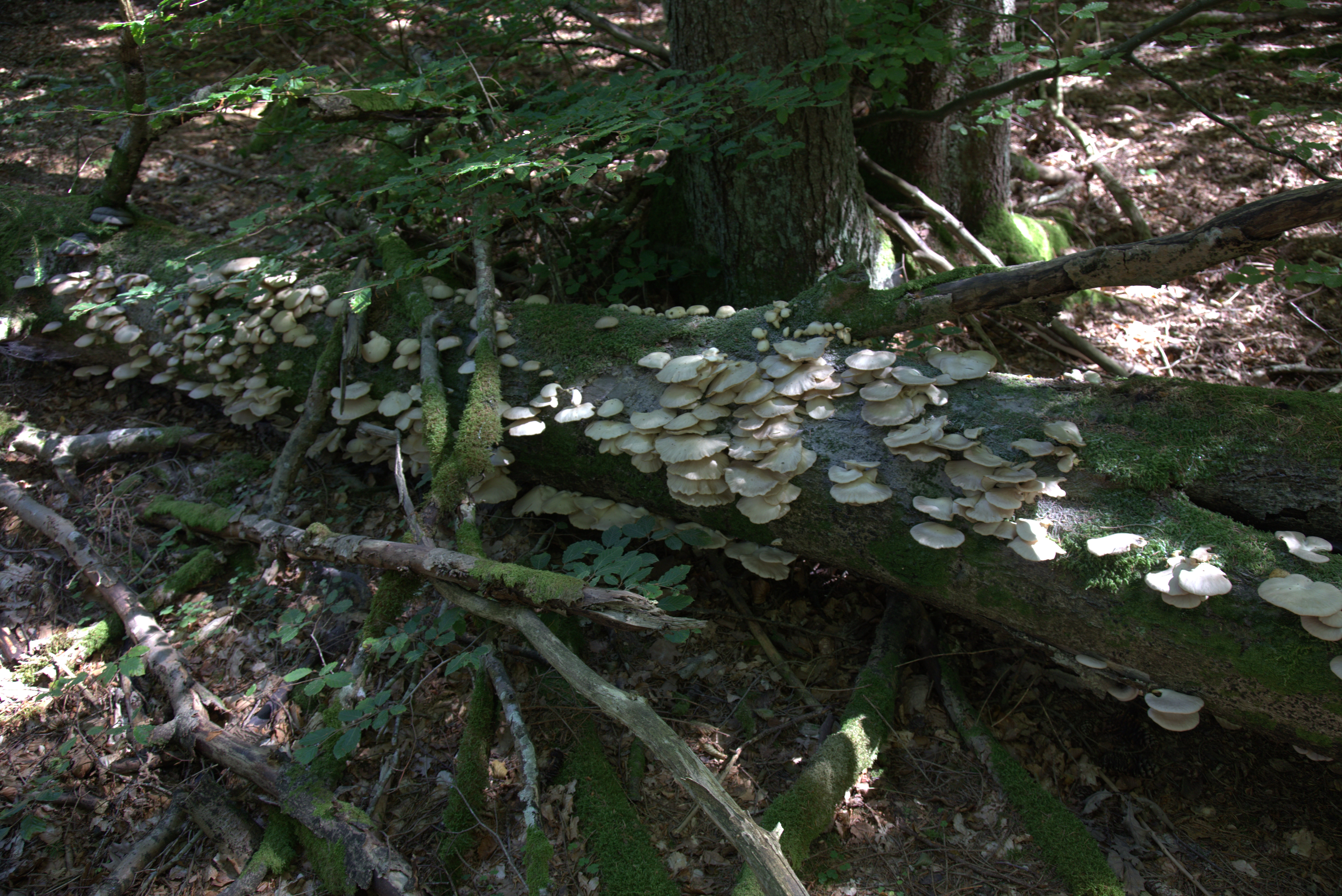